# BR-040
Pour les articles homonymes, voir Route 40.

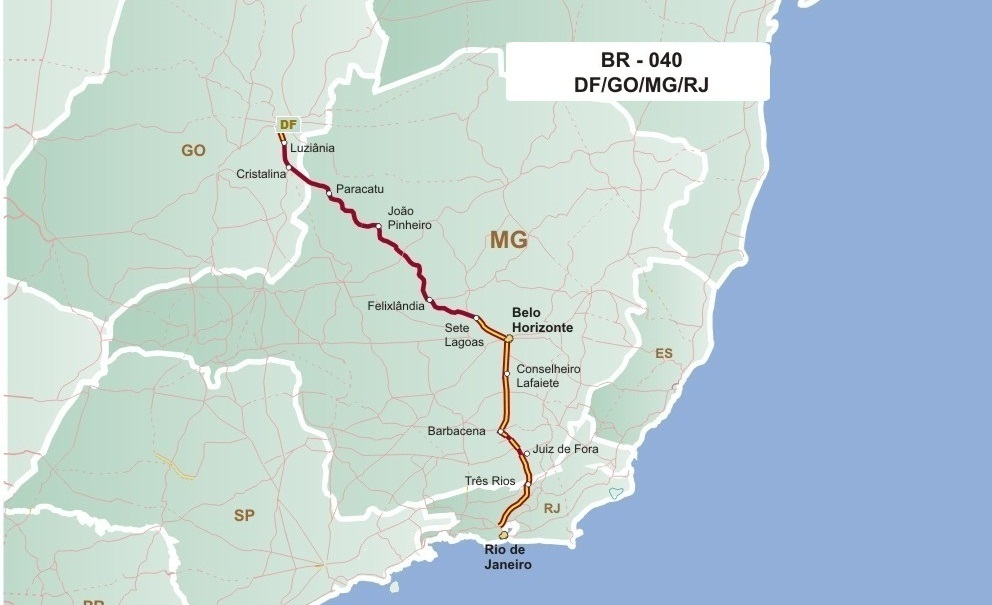

La BR-040 est une route fédérale brésilienne. Elle débute dans la ville de Brasilia, capitale fédérale du pays, et finit à Rio de Janeiro, dans l'État de Rio de Janeiro. Elle traverse le District fédéral et les États de Goiás, du Minas Gerais et de Rio de Janeiro.
Elle dessert, entre autres villes :
- Luziânia (Goiás) ;
- Paracatu (Minas Gerais) ;
- Três Marias (Minas Gerais) ;
- Sete Lagoas (Minas Gerais) ;
- Belo Horizonte (Minas Gerais) ;
- Conselheiro Lafaiete (Minas Gerais) ;
- Barbacena (Minas Gerais) ;
- Juiz de Fora (Minas Gerais) ;
- Três Rios (Rio de Janeiro) ;
- Petrópolis (Rio de Janeiro).

Elle est longue de 1 178,700 km.
L'actuelle BR-040 fut réalisée dans le cadre du Plan national de transport, en 1973. La rédaction du Plan, en 1964, établissait le tracé de la route entre Brasilia et São João da Barra (Rio de Janeiro). À la suite de la modification, le tronçon entre Belo Horizonte et São João da Barra fit partie de la BR-356 et celui allant jusqu'à Rio de Janeiro, initialement partie de la BR-135, étant intégré au parcours de la BR-040.
Avant 1964, la partie entre Rio de Janeiro et Belo Horizonte était dénommé BR-3.
Deux tronçons de la BR-040 ont une grande importance dans l'histoire des routes du pays. Celui entre Petrópolis et Juiz de Fora comprenait l'Estrada União e Indústria (Route Union et Industrie), première autoroute brésilienne inaugurée le 23 juin 1861 par Dom Pedro II. Il fut remplacé par l'actuelle Rio-Juiz de Fora en 1980. Le morceau Rio-Petrópolis, connu comme Rodovia Washington Luís, fut inauguré le 25 août 1928, par le  Président de la République, Washington Luís, et fut la première route asphaltée du Brésil, en 1931.
Le tronçon final de la BR-040, entre Juiz de Fora et Rio de Janeiro fut concédée à une compagnie privée, en 1996.

## Le tronçon Petrópolis — Juiz de Fora
Cette partie, achevée en 1980, remplace l'ancienne Estrada União e Indústria. Ses travaux commencèrent en 1975 et se terminèrent cinq années plus tard, suivant un long parcours en régions montagneuse, plane, de colline, avec des tronçons à voie unique et de deux voies, respectivement de 7,20 et 14,40 m de largeur. La plus grande partie est réalisée en deux voies, le contournement de Juiz de Fora à partir de Matias Barbosa se faisant sur des vois simples. Ce dernier tronçon est en cours de duplication depuis 2005.
De Petrópolis à Juiz de Fora, la BR 040 traverse sept municipalités, sur une distance de 13 km, avec un trafic de 7 000 véhicules par jour. Le 1er mars 1996, le morceau entre Rio de Janeiro et Juiz de Fora fut privatisé pour une durée de vingt-cinq ans, concédé à l'entreprise Concer. Il possède trois péages, deux en territoire fluminense — aux km 104 (Duque de Caxias) et 45 (Pedro do Rio), et un dans le Minas Gerais — km 814 (Simão Pereira).

## Le tronçon Juiz de Fora — Belo Horizonte
Long de 260 km, il correspond à peu près au tracé du Caminho Novo ouvert au XVIIIe siècle. Dans les années 1930, la route fut modifiée et atteignit Belo Horizonte. Le 1er février 1957 fut inauguré l'asphaltage de la BR-3 de l'époque par le Président Juscelino Kubitschek. En 1973, la route fut élargie (à l'exception des parties sur les ponts et viaducs), et depuis le milieu des années 1990 diverses parties sont dupliquées.
Entre Juiz de Fora et Belo Horizonte, plusieurs points dangereux, tels que la Curva do Ribeirão do Eixo (km 588), la Curva do Bambu (km 653), parmi d'autres. Avec le doublement des voies, ces points noirs doivent disparaître ou être corrigés.
Le tronçon entre Juiz de Fora et Belo Horizonte s'appelle Rodovia Juscelino Kubitschek.

## Galerie

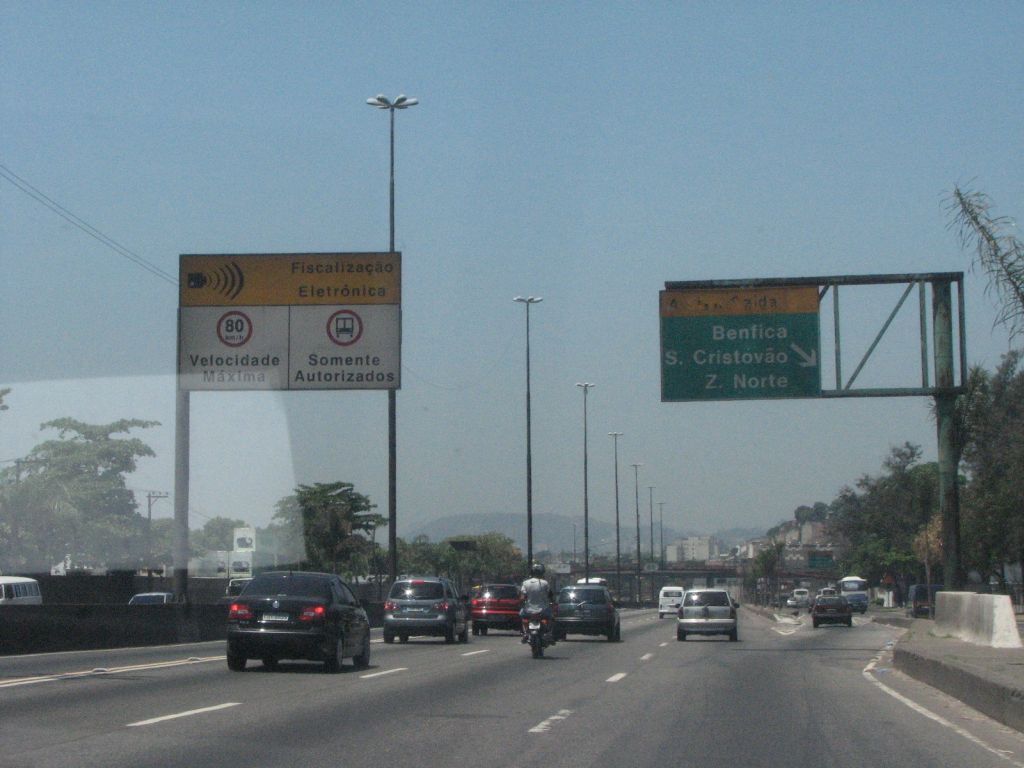
BR-040 à son arrivée dans la ville de Rio de Janeiro.
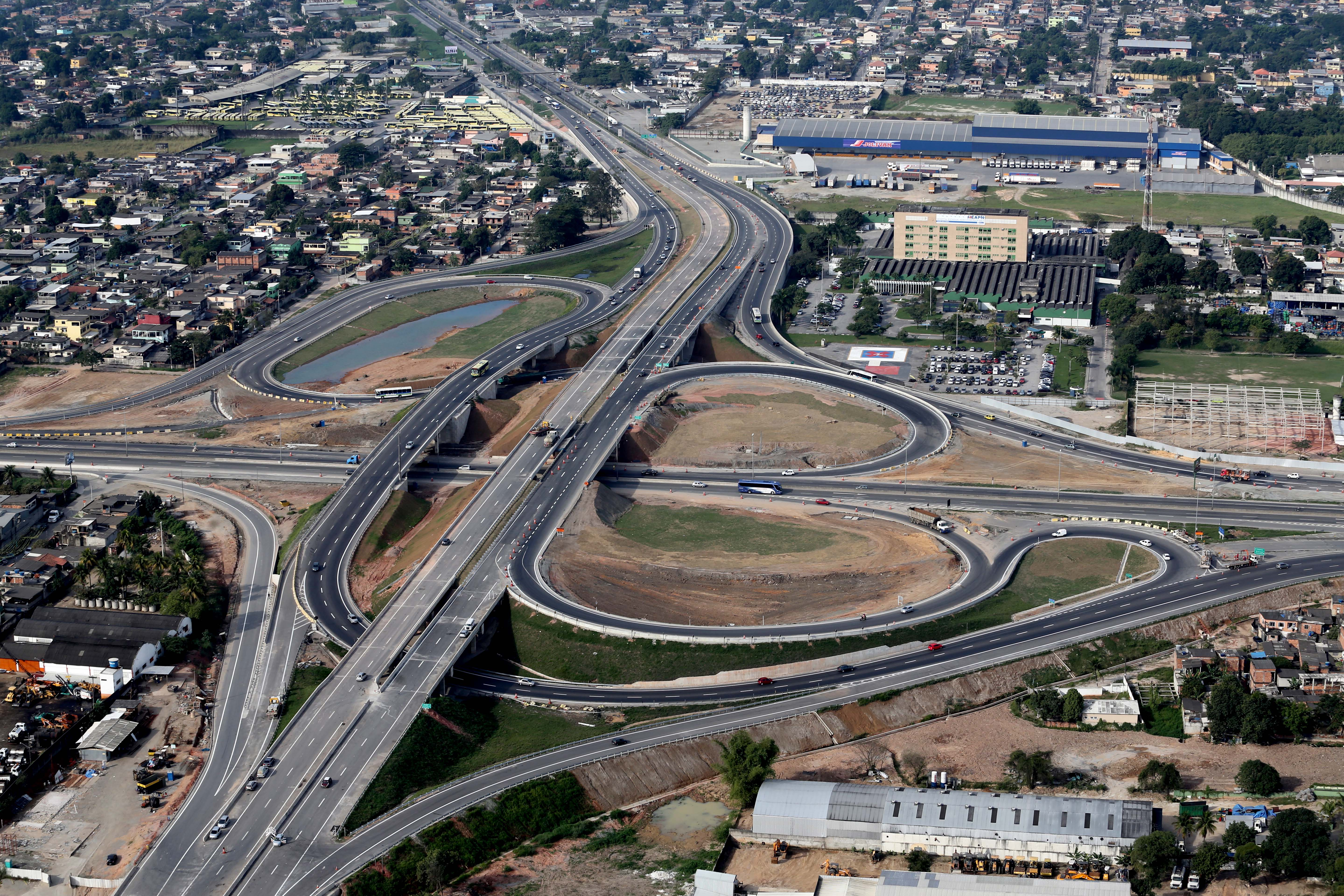
Arc métropolitain de Rio de Janeiro échangeur sur BR-040.
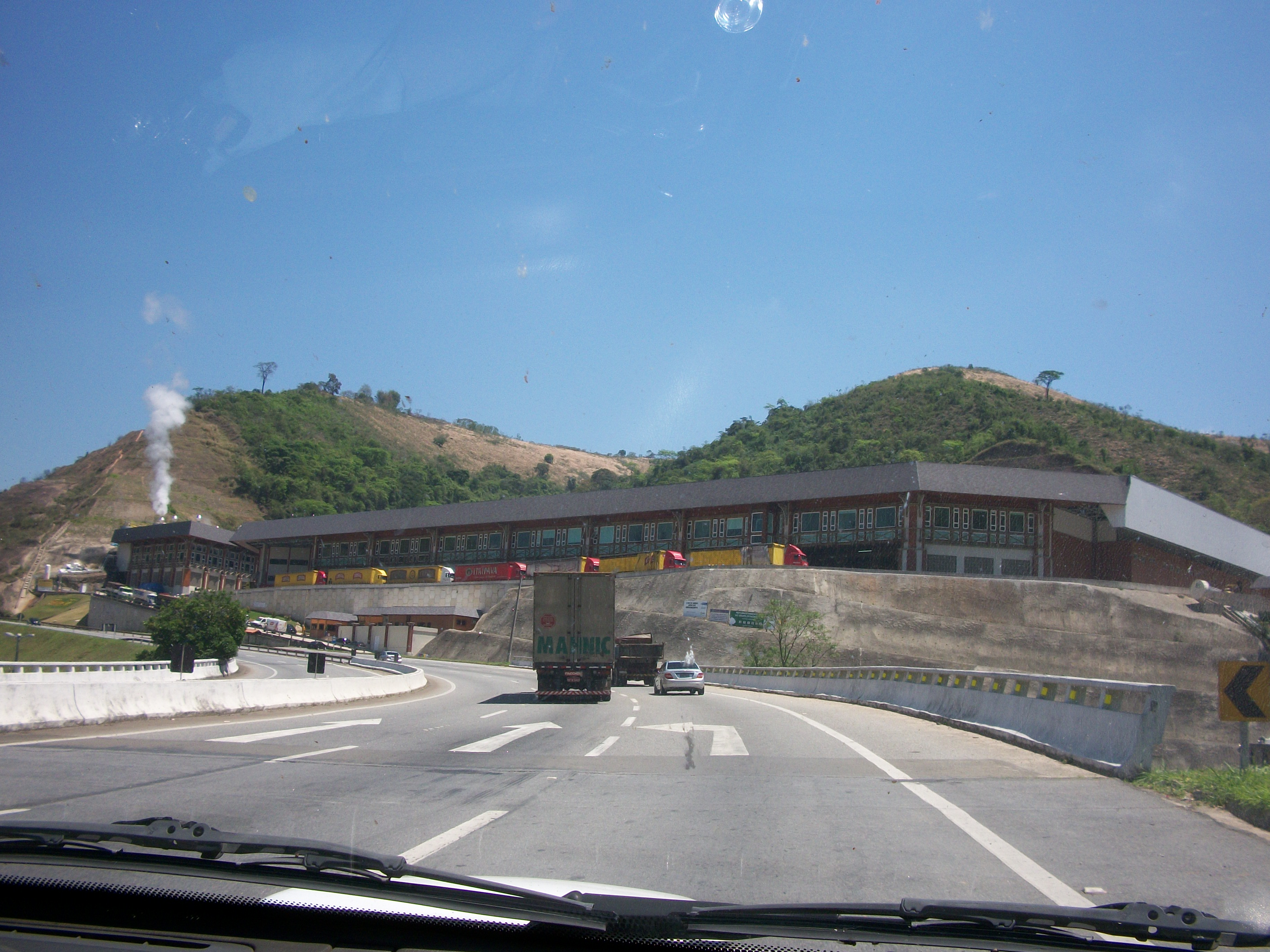
BR-040 dans le quartier de Pedro do Rio (à Petrópolis), à côté de la brasserie Grupo Petrópolis.
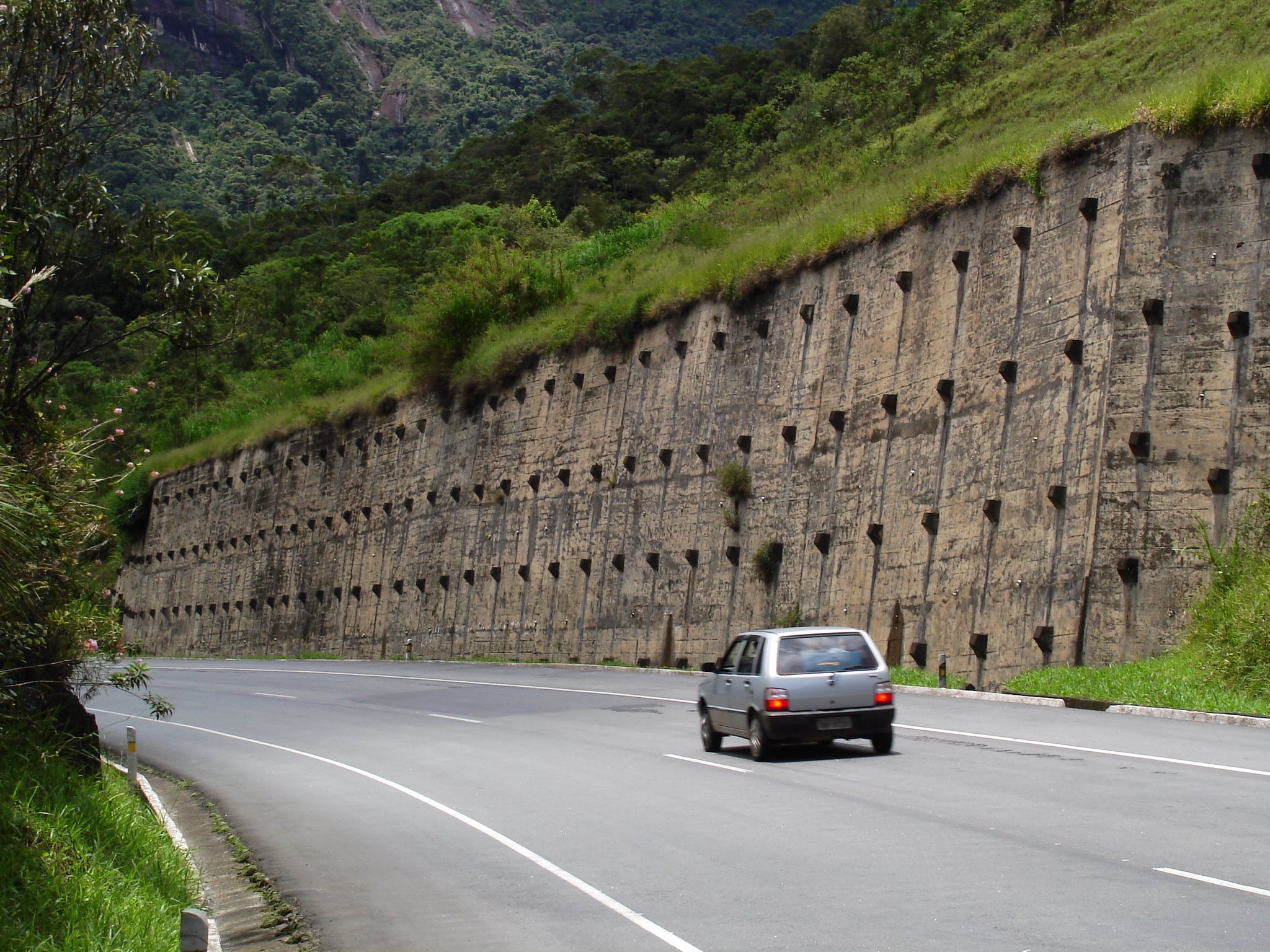
Section de BR-040 dans les montagnes de Rio de Janeiro.
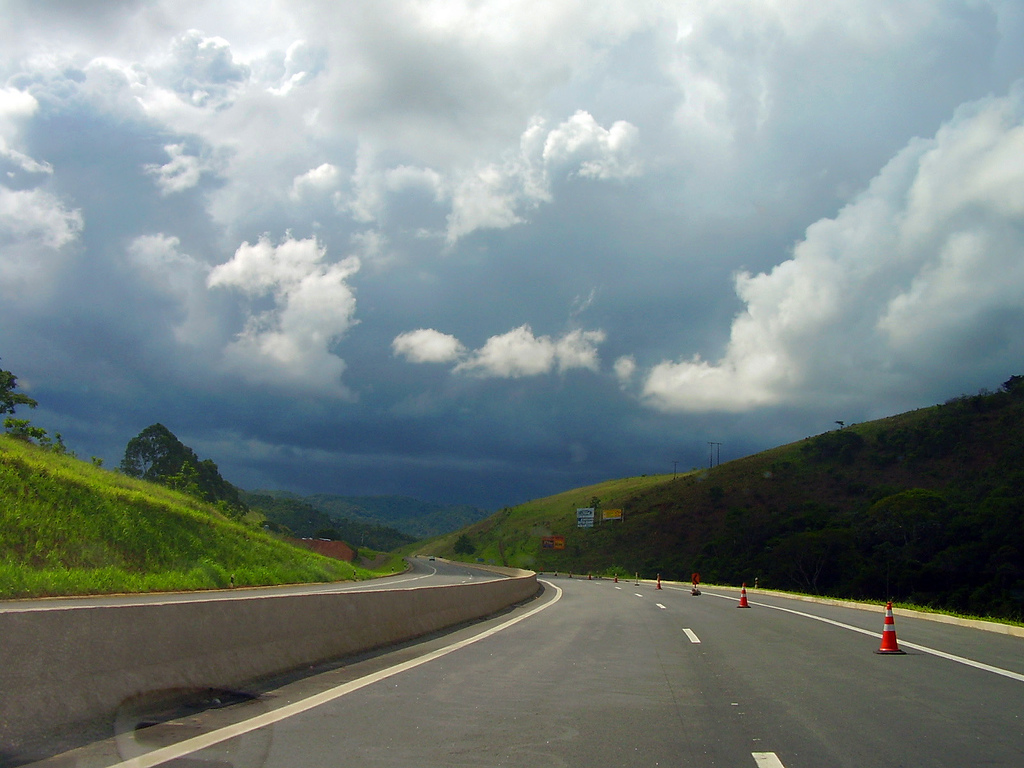
BR-040 près de Juiz de Fora, Minas Gerais.
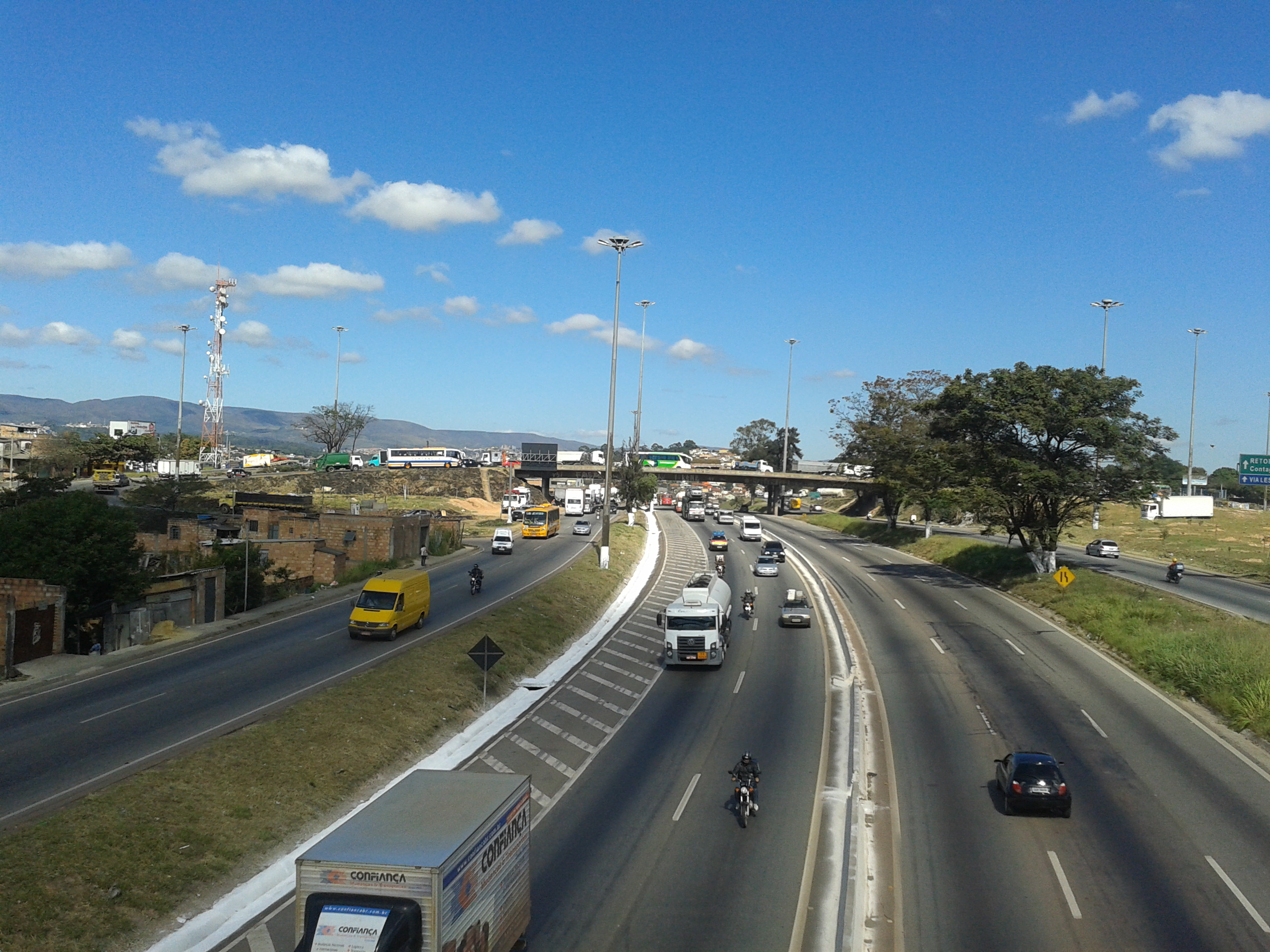
Route de contournement Celso Mello Azevedo, dans le Grand Belo Horizonte, dans sa section vers l'accès Belo Horizonte-Rio de Janeiro
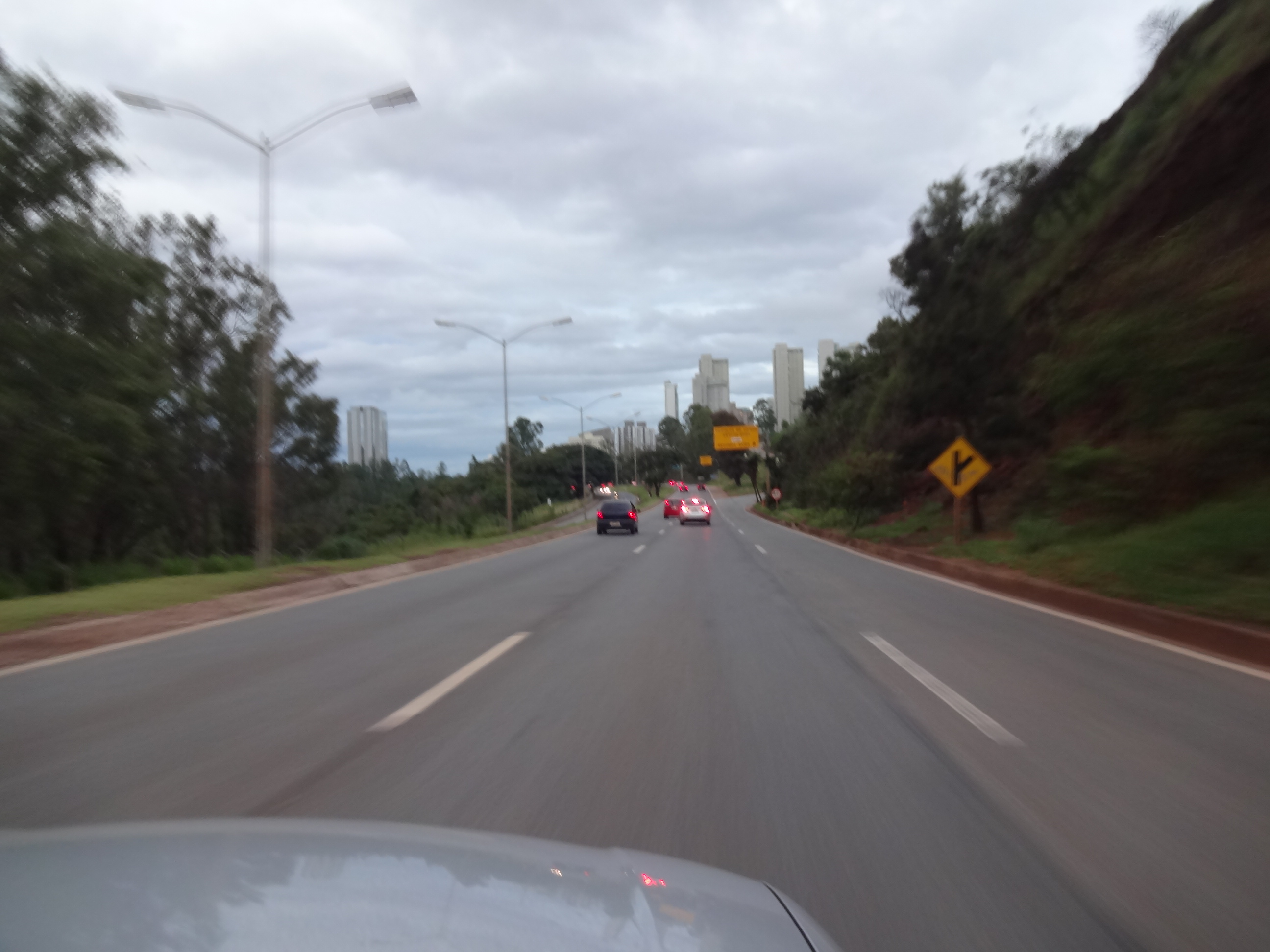
Voiture au sud de Nossa Senhora do Carmo (BR-040), à Belo Horizonte.
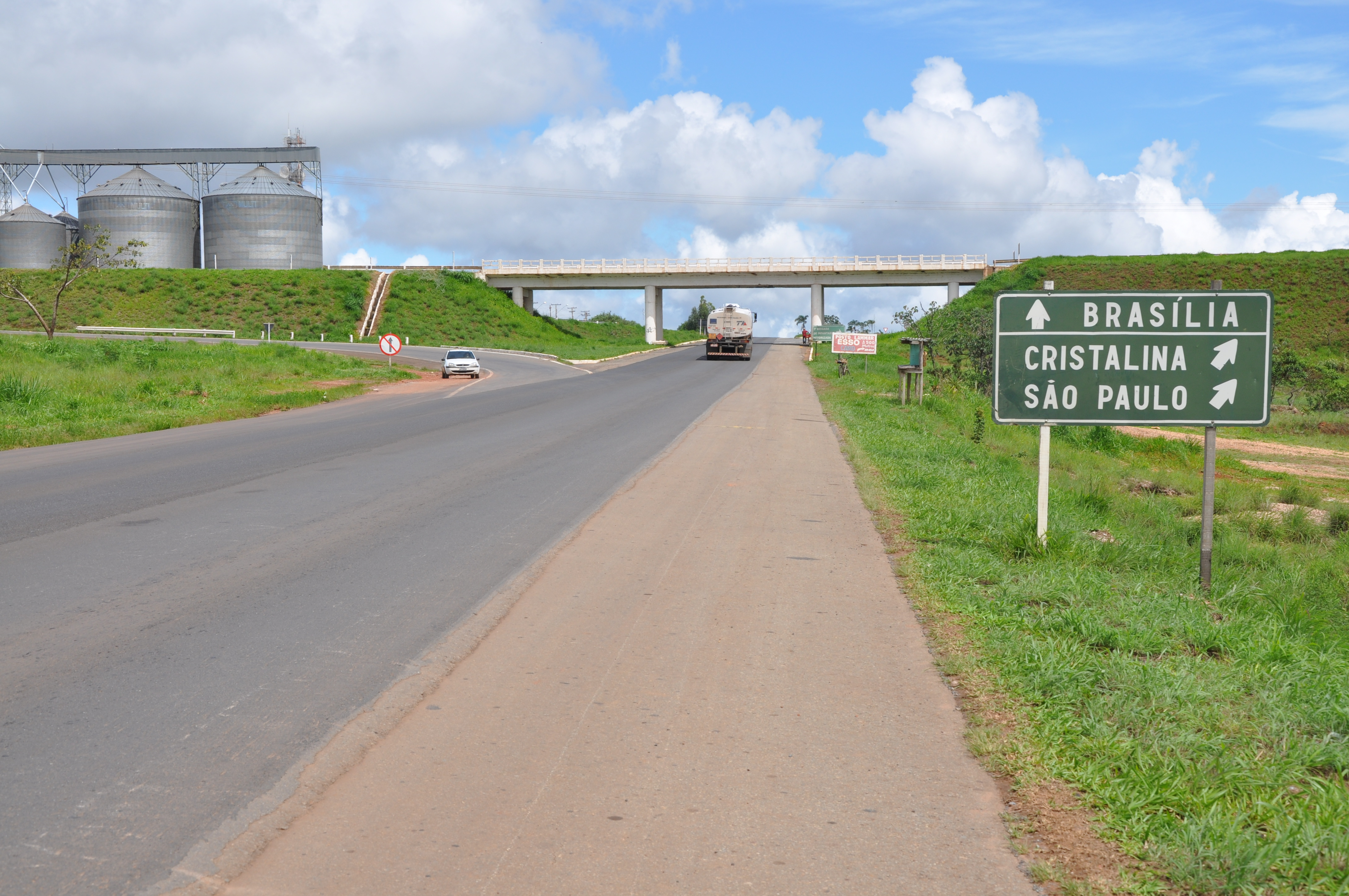
Section de BR-040 à la jonction avec BR-050 à Cristalina, Goiás.
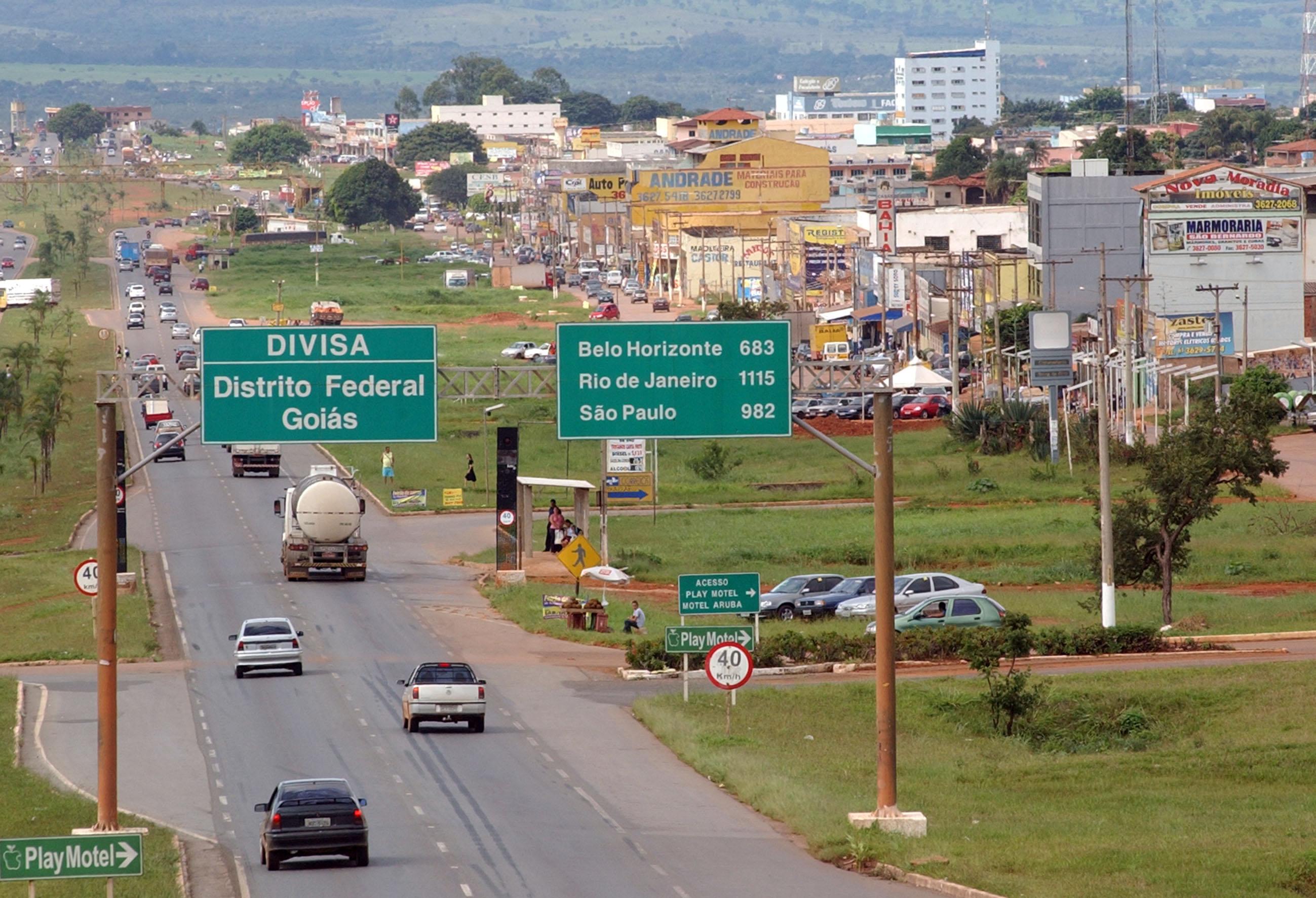
Tronçon concomitant avec BR-050, près de Valparaíso de Goiás, à la frontière entre le Distrito Federal et Goiás.